# Penthema pomponia
Penthema pomponia är en fjärilsart som beskrevs av Hans Fruhstorfer 1901. Penthema pomponia ingår i släktet Penthema och familjen praktfjärilar. Inga underarter finns listade i Catalogue of Life.